# Xavier Boniquet Rodríguez
Xavier Boniquet Rodríguez (Tarrasa, Barcelona, 29 de mayo de 1990) es un futbolista español que juega en la posición de centrocampista. 

## Trayectoria
Formado en las categorías inferiores del Terrassa F. C., debutó con el primer equipo con 18 años. En 2009 fichó por C. A. Osasuna para jugar en su filial, regresando a Cataluña un año después para incorporarse al C. F. Pobla Mafumet. Posteriormente jugó para equipos como la U. E. Sant Andreu o el C. F. Badalona.
En agosto de 2019 se marchó al C. E. Sabadell F. C. En julio de 2020, antes de jugar la promoción de ascenso a Segunda División, renovó su contrato. Consiguieron subir a la categoría de plata del fútbol español, en la que jugó 28 partidos.
En agosto de 2022 volvió a salir de Cataluña tras firmar con la U. D. Logroñés por un año. Disputó treinta y tres partidos y no pudo ayudar al equipo a evitar el descenso a Segunda Federación.

## Clubes
| Club                   | País   | Año       |
| ---------------------- | ------ | --------- |
| C. A. Osasuna Promesas | España | 2009-2010 |
| C. F. Pobla de Mafumet | España | 2010-2012 |
| U. E. Sant Andreu      | España | 2013      |
| C. F. Badalona         | España | 2013-2014 |
| U. E. Cornellà         | España | 2014-2015 |
| Terrassa F. C.         | España | 2015-2016 |
| C. F. Peralada         | España | 2016-2018 |
| C. F. Badalona         | España | 2018-2019 |
| C. E. Sabadell F. C.   | España | 2019-2022 |
| U. D. Logroñés         | España | 2022-2023 |